# モニカ・セレシュ
モニカ・セレシュ （セレシュ・モーニカ、Monica Seles, Monika Seleš, セルビア語: Моника Селеш, ハンガリー語: Szeles Mónika, 1973年12月2日 - ）は、ユーゴスラビア（セルビア）・ヴォイヴォディナ自治州ノヴィ・サド出身のハンガリー人（マジャル人）で、現在はアメリカ国籍の女子プロテニス選手。フロリダ州サラソタ在住。「セレス」と呼ばれることも多い。
左利きで、フォアハンド・ストローク、バックハンド・ストロークとも両手打ちである。そこから繰り出される強烈なショット（特にバックハンドストロークはコンパクトなスイングから非常に強烈なショットを放った）と正確なコントロールを最大の持ち味とした。WTAツアーで4大大会9勝を含むシングルス53勝、ダブルス6勝を挙げた。

## 経歴
1989年に15歳でプロ転向後、セレシュはすぐに世界的な活躍を始めた。4月末にアメリカ・ヒューストンの大会でクリス・エバートを決勝で 3-6, 6-1, 6-4 で破り、WTAツアー初優勝を飾る。その年初出場した全仏オープンでいきなり準決勝進出を果たし、初対戦のシュテフィ・グラフに 3-6, 6-3, 3-6 で敗れたものの善戦する。翌1990年の全仏オープンでは、決勝でグラフを 7-6, 6-4 のストレートで圧倒し、「16歳6ヶ月」の当時のオープン化以降4大大会最年少優勝記録を樹立した。（これは現在も全仏オープン女子シングルスの大会最年少優勝記録である。4大大会女子シングルスの最年少優勝記録は、1997年全豪オープンに「16歳3ヶ月」で優勝したマルチナ・ヒンギスによって破られた。）1991年3月11日には、史上最年少の「17歳3ヶ月」で世界ランキング1位の座につき、グラフの世界1位連続保持記録を「186週」で止めた。1990年-1992年に全仏オープン3連覇、1991年-1993年に全豪オープン3連覇、1991年と1992年に全米オープン2連覇を達成するなど、1990年から1993年の4月までは彼女の絶頂期であった。
しかし1993年4月30日、セレシュはドイツ・ハンブルクの「シチズンカップ」準々決勝でブルガリアのマグダレナ・マレーバとの対戦中に、暴漢ギュンター・パルシェに背中を刺された。この事件が競技中に起きたことから、全スポーツ界に大きな衝撃が広がる。セレシュはこの後遺症により（PTSDと考えられる）、2年半も試合から遠ざかった。（暴漢はグラフの“熱狂的ファン”と自称し、「セレシュに怪我をさせれば、その間試合に出場できなくなるので、グラフが再び世界1位に返り咲けると思った」と犯行動機を話している。）この事件によるブランク期間中の1994年3月、モニカ・セレシュはアメリカ市民権を取得した。なお、この事件以降セレシュはドイツ国内でのプレーを拒否してきた。2001年に女子ツアー年間最終戦のWTAツアー選手権がアメリカ・ニューヨークからドイツ・ミュンヘンに開催地を移転した時も、前年の2000年から「（来年）仮に出場資格を得たとしても、欠場するだろう」と話していた。（ミュンヘン開催は2001年の1度だけだった。）
1995年8月、セレシュはようやくカナダオープンで復帰を果たす。その準決勝ではガブリエラ・サバティーニ、決勝でアマンダ・クッツァーを破り、復帰戦を優勝で飾った。翌月の全米オープンでは第2シードで出場。決勝ではライバルのシュテフィ・グラフに 6-7, 6-0, 3-6 で敗れたが、以前と変わらない大接戦で、ブランクを全く感じさせなかった。翌1996年、セレシュは全豪オープンで復帰後初の4大大会優勝を果たす。この勝利により達成した4大大会女子シングルス通算9勝は、モーリーン・コノリーと並ぶ女子歴代8位タイ記録である。
その後はけがによる不振や、マルチナ・ヒンギス、ビーナスとセリーナのウィリアムズ姉妹など若手の台頭により、4大大会の優勝から遠ざかった。その後の4大大会で、最も優勝に近かったのは1998年全仏オープンであった。大会直前の5月16日、長年彼女を支え続けてきた父親が死去したばかりであった。その悲しみを乗り越え、準決勝で第1シードのマルチナ・ヒンギスを破り、全仏オープンでは6年ぶり4度目、4大大会では1996年全米オープン以来となる決勝進出を果たした。決勝戦の対戦相手は、それまでの対戦成績が14勝2敗のアランチャ・サンチェス・ビカリオであり、圧倒的にセレシュ有利と言われたが、サンチェスの粘りのテニスに屈し 6-7, 6-0, 2-6 で敗れて準優勝に終わった。これが彼女の最後の4大大会決勝戦になる。これはまた、セレシュが4大大会決勝戦でグラフ以外の選手に初めて（唯一）敗れた試合でもあった。
2003年の全仏オープン1回戦でナディア・ペトロワ（ロシア）に敗退したのが、セレシュの最後の公式戦出場になる。その後は足の故障により、公式戦復帰への手がかりをつかむことができなかった。2005年12月には「私はまだ練習に励み、挑戦を続けている。でも同時に現実主義者でもある」と語り、近いうちの引退を示唆するコメントを発表した。最後の公式戦出場から5年後、セレシュは2008年2月14日（日本時間15日）に正式な現役引退を表明した。
現役引退表明と前後する2008年1月、セレシュはテニス番組の拡充に力を入れているWOWOWと契約を結び、「WOWOWテニスアンバサダー」の肩書きで同社公式サイトでのコラム執筆を開始した。3月に来日し、記者会見やテニスクリニックの開催などを行った。さらにローレウス・スポーツ賞のアカデミー選考委員にも加わり、多彩な活動を繰り広げている。
2009年7月11日、モニカ・セレシュはアンドレス・ヒメノ（スペイン）らとともに国際テニス殿堂入りを果たした。
2014年6月、大富豪のトム・ゴリサリーノとの婚約を発表した。
2025年8月、2022年に重症筋無力症と診断された事を告白した。
著書に『私は負けない』（1996年刊行、原題：“From Fear to Victory”、直訳では「恐怖から勝利へ」の意味）がある。

## 記録
全豪オープン「3連覇」
他4名とタイ記録。
全仏オープン「3連覇」
ジュスティーヌ・エナンとタイ記録。
全仏オープン最年少優勝「16歳」
年間ですべてのグランドスラム決勝に進出
他5名とタイ記録。

## 4大大会優勝
- 全豪オープン：4勝（1991年-1993年、1996年）　［大会3連覇を含む］
- 全仏オープン：3勝（1990年-1992年）　［大会3連覇。初優勝の1990年は大会史上最年少記録。準優勝1度：1998年］
- 全米オープン：2勝（1991年＆1992年）　［復帰後の1995年＆1996年、2年連続準優勝］

（ウィンブルドン準優勝1度：1992年）
| 年     | 大会         | 対戦相手                         | 試合結果       |
| ------ | ------------ | -------------------------------- | -------------- |
| 1990年 | 全仏オープン | シュテフィ・グラフ               | 7-6, 6-4       |
| 1991年 | 全豪オープン | ヤナ・ノボトナ                   | 5-7, 6-3, 6-1  |
| 1991年 | 全仏オープン | アランチャ・サンチェス・ビカリオ | 6-3, 6-4       |
| 1991年 | 全米オープン | マルチナ・ナブラチロワ           | 7-6, 6-1       |
| 1992年 | 全豪オープン | メアリー・ジョー・フェルナンデス | 6-2, 6-3       |
| 1992年 | 全仏オープン | シュテフィ・グラフ               | 6-2, 3-6, 10-8 |
| 1992年 | 全米オープン | アランチャ・サンチェス・ビカリオ | 6-3, 6-3       |
| 1993年 | 全豪オープン | シュテフィ・グラフ               | 4-6, 6-3, 6-2  |
| 1996年 | 全豪オープン | アンケ・フーバー                 | 6-4, 6-1       |

## 4大大会シングルス成績
略語の説明
| W | F | SF | QF | #R | RR | Q# | LQ | A | Z# | PO | G | S | B | NMS | P | NH |

W=優勝, F=準優勝, SF=ベスト4, QF=ベスト8, #R=#回戦敗退, RR=ラウンドロビン敗退, Q#=予選#回戦敗退, LQ=予選敗退, A=大会不参加, Z#=デビスカップ/BJKカップ地域ゾーン, PO=デビスカップ/BJKカッププレーオフ, G=オリンピック金メダル, S=オリンピック銀メダル, B=オリンピック銅メダル, NMS=マスターズシリーズから降格, P=開催延期, NH=開催なし.
| 大会           | 1989 | 1990 | 1991 | 1992 | 1993 | 1994 | 1995 | 1996 | 1997 | 1998 | 1999 | 2000 | 2001 | 2002 | 2003 | 通算成績 |
| -------------- | ---- | ---- | ---- | ---- | ---- | ---- | ---- | ---- | ---- | ---- | ---- | ---- | ---- | ---- | ---- | -------- |
| 全豪オープン   | A    | A    | W    | W    | W    | A    | A    | W    | A    | A    | SF   | A    | QF   | SF   | 2R   | 43-4     |
| 全仏オープン   | SF   | W    | W    | W    | A    | A    | A    | QF   | SF   | F    | SF   | QF   | A    | QF   | 1R   | 54–8     |
| ウィンブルドン | 4R   | QF   | A    | F    | A    | A    | A    | 2R   | 3R   | QF   | 3R   | QF   | A    | QF   | A    | 30–9     |
| 全米オープン   | 4R   | 3R   | W    | W    | A    | A    | F    | F    | QF   | QF   | QF   | QF   | 4R   | QF   | A    | 54-10    |